# تلاکوپان

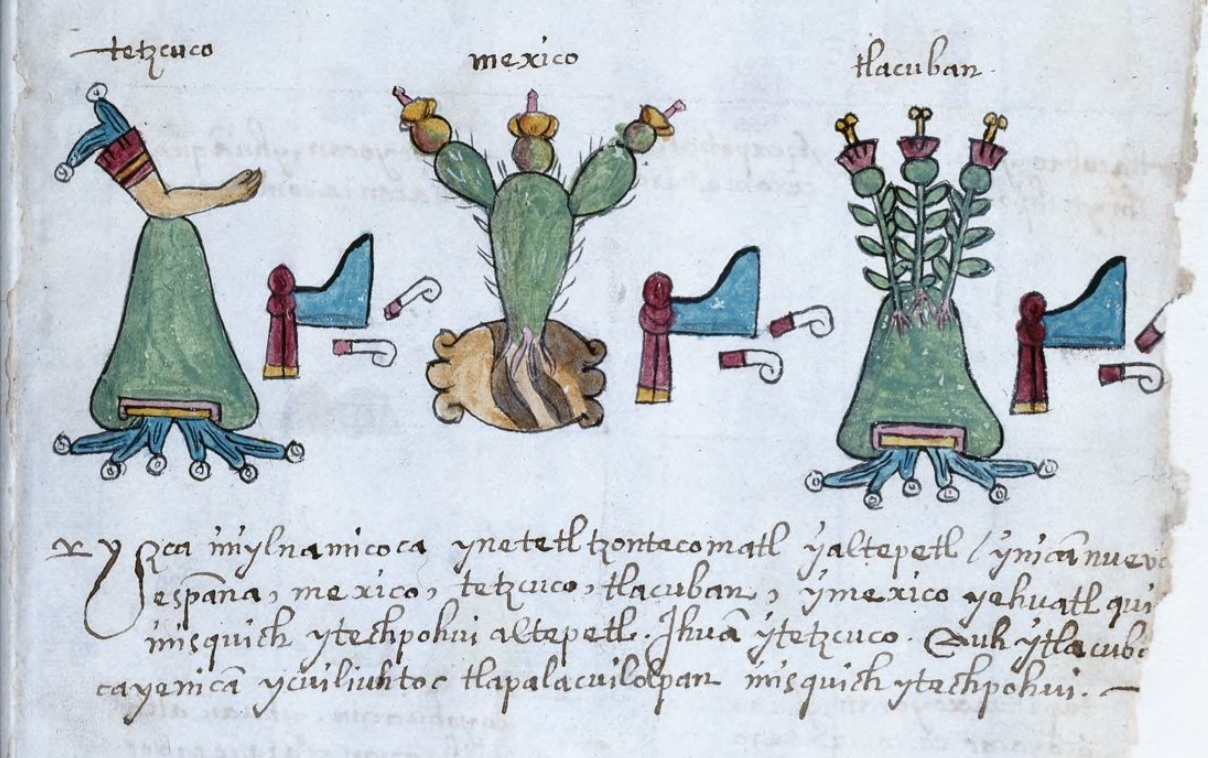
نقاشه ای از تلاکوپان

تلاکوپان(به اسپانیایی: Tlacopan) نام شهری‌است که در روزگار پیش از کشف آمریکا در مکزیک کنونی جای‌داشته‌است. این شهر در کرانهٔ باختری دریاچه تکسکوکو جای داشته‌است و یکی از دولت‌شهرهای اتحادیه آزتک بود و نسبت به دیگر دولت‌شهرهای این اتحادیه اهمیت کمتری داشت.
سرانجام در ۱۵۲۱ هرنان کورتس کشورگشای اسپانیایی با یاری بومیان همپیمانش بر این شهر چیره‌گشت.